# Little Razorback Island
Little Razorback Island är en ö i Antarktis. Den ligger i havet utanför Östantarktis. Nya Zeeland gör anspråk på området.